# La Crypte du dragon
Pour plus de détails, voir Fiche technique et Distribution.
La Crypte du dragon (titre original : Legendary: Tomb of the Dragon) est un film d'aventure et d'action britannique, réalisé par Eric Styles, sorti en 2013.

## Synopsis
Travis Preston (Scott Adkins) est un docteur spécialisé dans la recherche de nouvelles espèces. Harker (Dolph Lundgren), quant à lui, est un chasseur très connu qu'il lui arrive de croiser très souvent dans ses missions. Il entend un jour parler d'une nouvelle espèce de reptile en Chine et il décide donc de s'y rendre. Une fois encore, son rival est au rendez-vous.

## Distribution
- Scott Adkins : Travis Preston
- Dolph Lundgren : Harker
- Yi Huang : Dr. Lan Zeng
- Nathan Lee : Brandon
- Hua James Lance : Doug McConnel
- Lydia Leonard : Katie
- Le Geng : Jianyu (as Geng Le)